# Municipio de Shippen (condado de Cameron)
El municipio de Shippen (en inglés: Shippen Township) es un municipio ubicado en el condado de Cameron en el estado estadounidense de Pensilvania. En el año 2000 tenía una población de 2.495 habitantes y una densidad poblacional de 6.1 personas por km².

## Geografía
El municipio de Shippen se encuentra ubicado en las coordenadas 41°32′30″N 78°14′29″O / 41.54167, -78.24139.

## Demografía
Según la Oficina del Censo en 2000 los ingresos medios por hogar en la localidad eran de $37,781 y los ingresos medios por familia eran $43,487. Los hombres tenían unos ingresos medios de $31,235 frente a los $21,422 para las mujeres. La renta per cápita para la localidad era de $17,228. Alrededor del 8,5% de la población estaban por debajo del umbral de pobreza.